# Општина Мараватио (Мичоакан)
Мараватио (шп. Maravatío) општина је у Мексику у савезној држави Мичоакан. Општина се налази на надморској висини од 2020 м.

## Становништво
Према подацима из 2010. у општини је живело 80258 становника.

### Хронологија
| Година       | 2000                  | 2005                  | 2010                  |
| ------------ | --------------------- | --------------------- | --------------------- |
| Становништво | 69382 (33233 / 36149) | 70170 (33081 / 37089) | 80258 (38228 / 42030) |

### Попис
| \| \| м \| \| \| ж \| \| 0—2 \| 2.500 \| \| \| 2.506 \| \| 3—5 \| 2.648 \| \| \| 2.482 \| \| 6—11 \| 5.319 \| \| \| 5.460 \| \| 12—14 \| 2.859 \| \| \| 2.954 \| \| 15—17 \| 2.974 \| \| \| 3.085 \| \| 18—24 \| 4.757 \| \| \| 5.843 \| \| 60+ \| 3.513 \| \| \| 3.773 \| \| Просек : \| 26,9 \| \| \| 27,7 \| |       |  |  |       |
| |       |  |  |       |
| | м     |  |  | ж     |
| 0—2 | 2.500 |  |  | 2.506 |
| 3—5 | 2.648 |  |  | 2.482 |
| 6—11 | 5.319 |  |  | 5.460 |
| 12—14 | 2.859 |  |  | 2.954 |
| 15—17 | 2.974 |  |  | 3.085 |
| 18—24 | 4.757 |  |  | 5.843 |
| 60+ | 3.513 |  |  | 3.773 |
| Просек : | 26,9  |  |  | 27,7  |

| #   | Индикатор                                                                                        | Вредност |
| --- | ------------------------------------------------------------------------------------------------ | -------- |
| 1   | Становништво од 0 до 2 године                                                                    | 5006     |
| 2   | Мушко становништво од 0 до 2 године                                                              | 2500     |
| 3   | Женско становништво од 0 до 2 године                                                             | 2506     |
| 4   | Становништво са 3 и више година                                                                  | 75171    |
| 5   | Мушко становништво са 3 и више година                                                            | 35688    |
| 6   | Женско становништво са 3 и више година                                                           | 39483    |
| 7   | Становништво са 5 и више година                                                                  | 71729    |
| 8   | Мушко становништво са 5 и више година                                                            | 33930    |
| 9   | Женско становништво са 5 и више година                                                           | 37799    |
| 10  | Становништво са 12 и више година                                                                 | 59262    |
| 11  | Мушко становништво са 12 и више година                                                           | 27721    |
| 12  | Женско становништво са 12 и више година                                                          | 31541    |
| 13  | Становништво са 15 и више година                                                                 | 53449    |
| 14  | Мушко становништво са 15 и више година                                                           | 24862    |
| 15  | Женско становништво са 15 и више година                                                          | 28587    |
| 16  | Становништво са 18 и више година                                                                 | 47390    |
| 17  | Мушко становништво са 18 и више година                                                           | 21888    |
| 18  | Женско становништво са 18 и више година                                                          | 25502    |
| 19  | Становништво од 3 до 5 година                                                                    | 5130     |
| 20  | Мушко становништво од 3 до 5 година                                                              | 2648     |
| 21  | Женско становништво од 3 до 5 година                                                             | 2482     |
| 22  | Становништво од 6 до 11 година                                                                   | 10779    |
| 23  | Мушко становништво од 6 до 11 година                                                             | 5319     |
| 24  | Женско становништво од 6 до 11 година                                                            | 5460     |
| 25  | Становништво од 8 до 14 година                                                                   | 13055    |
| 26  | Мушко становништво од 8 до 14 година                                                             | 6413     |
| 27  | Женско становништво од 8 до 14 година                                                            | 6642     |
| 28  | Становништво од 12 до 14 година                                                                  | 5813     |
| 29  | Мушко становништво од 12 до 14 година                                                            | 2859     |
| 30  | Женско становништво од 12 до 14 година                                                           | 2954     |
| 31  | Становништво од 15 до 17 година                                                                  | 6059     |
| 32  | Мушко становништво од 15 до 17 година                                                            | 2974     |
| 33  | Женско становништво од 15 до 17 година                                                           | 3085     |
| 34  | Становништво од 18 до 24 године                                                                  | 10600    |
| 35  | Мушко становништво од 18 до 24 године                                                            | 4757     |
| 36  | Женско становништво од 18 до 24 године                                                           | 5843     |
| 37  | Женско становништво од 15 до 49 година                                                           | 21912    |
| 38  | Становништво са 60 и више година                                                                 | 7286     |
| 39  | Мушко становништво са 60 и више година                                                           | 3513     |
| 40  | Женско становништво са 60 и више година                                                          | 3773     |
| 41  | Однос између мушкараца и жена                                                                    | 90.95    |
| 42  | Становништво од нуле до 14 година                                                                | 26728    |
| 43  | Становништво од 15 до 64 године                                                                  | 48104    |
| 44  | Становништво од 65 година и више                                                                 | 5345     |
| 45  | Просечан број деце                                                                               | 2.89     |
| 46  | Становништво рођено у ентитету                                                                   | 71258    |
| 47  | Мушко становништво рођено у ентитету                                                             | 33973    |
| 48  | Женско становништво рођено у ентитету                                                            | 37285    |
| 49  | Становништво рођено у другом ентитету                                                            | 8043     |
| 50  | Мушко становништво рођено у другом ентитету                                                      | 3762     |
| 51  | Женско становништво рођено у другом ентитету                                                     | 4281     |
| 52  | Становништво од 5 година и више резидентно у ентитету у јуну 2005. године                        | 67895    |
| 53  | Мушко становништво старосног доба од 5 година и више, резидентно у ентитету у јуну 2005. године  | 31470    |
| 54  | Женско становништво старосног доба од 5 и више година, резидентно у ентитету у јуну 2005. године | 36425    |
| 55  | Становништво од 5 година и више које је живело у другом ентитету у јуну 2005. године             | 1506     |
| 56  | Мушко становништво старије од 5 година које је живело у другом ентитету у јуну 2005. године      | 734      |
| 57  | Женско становништво старије од 5 година које је живело у другом ентитету у јуну 2005. године     | 772      |
| 58  | Становништво од 3 године и више које говори аутохтони језик                                      | 167      |
| 59  | Мушко становништво старо 3 године и више које говори аутохтони језик                             | 82       |
| 60  | Женско становништво старо 3 године и више које говори аутохтони језик                            | 85       |
| 61  | Становништво од 3 године и више које говори аутохтони језик и не говори шпански језик            | 0        |
| 62  | Мушко становништво старо 3 године и више које говори аутохтони језик и не говори шпански         | 0        |
| 63  | Женско становништво старо 3 године и више које говори аутохтони језик и не говори шпански језик  | 0        |
| 64  | Становништво старо 3 године и више које говори аутохтони језик и шпански                         | 100      |
| 65  | Мушко становништво старо 3 године и више које говори аутохтони језик и шпански                   | 49       |
| 66  | Женско становништво старо 3 године и више које говори аутохтони језик и шпански                  | 51       |
| 67  | Становништво од 5 година и више које говори аутохтони језик                                      | 165      |
| 68  | Становништво од 5 година и више које говори аутохтони језик и не говори шпански језик            | 0        |
| 69  | Становништво од 5 година и више које говори аутохтони језик и говори шпански језик               | 100      |
| 70  | Становништво у домородачким домаћинствима                                                        | 444      |
| 71  | Становништво са ограничењима у активностима                                                      | 4633     |
| 72  | Становништво са ограниченим ходањем или кретањем, горе или доле                                  | 2548     |
| 73  | Становници са ограничењима вида, чак и уз кориштење сочива                                       | 1361     |
| 74  | Становништво са ограничењима говора, комуникације или конверзације                               | 406      |
| 75  | Становништво са ограниченим слухом                                                               | 571      |
| 76  | Становништво са ограничењима при одевању, купању или јелу                                        | 161      |
| 77  | Становништво са ограничењима у опажању или учењу једноставних ствари                             | 162      |
| 78  | Становништво са менталним ограничењима                                                           | 336      |
| 79  | Становништво без ограничења активности                                                           | 75033    |
| 80  | Становништво од 3 до 5 година које не похађа школу                                               | 2142     |
| 81  | Мушко становништво од 3 до 5 година које не похађа школу                                         | 1127     |
| 82  | Женско становништво од 3 до 5 година које не похађа школу                                        | 1015     |
| 83  | Становништво од 6 до 11 година које не похађа школу                                              | 377      |
| 84  | Мушко становништво од 6 до 11 година које не похађа школу                                        | 200      |
| 85  | Женско становништво од 6 до 11 година које не похађа школу                                       | 177      |
| 86  | Становништво од 12 до 14 година које не похађа школу                                             | 816      |
| 87  | Мушко становништво од 12 до 14 година које не похађа школу                                       | 459      |
| 88  | Женско становништво од 12 до 14 година које не похађа школу                                      | 357      |
| 89  | Становништво од 15 до 17 година похађа школу                                                     | 3190     |
| 90  | Мушко становништво од 15 до 17 година похађа школу                                               | 1412     |
| 91  | Женско становништво између 15 и 17 година живота у школи                                         | 1778     |
| 92  | Становништво од 18 до 24 године похађа школу                                                     | 1974     |
| 93  | Мушко становништво од 18 до 24 године похађа школу                                               | 856      |
| 94  | Женско становништво од 18 до 24 године похађа школу                                              | 1118     |
| 95  | Становништво од 8 до 14 година које не може да чита и пише                                       | 604      |
| 96  | Мушко становништво старосног доба од 8 до 14 година које не може да чита и пише                  | 369      |
| 97  | Женско становништво старосног доби од 8 до 14 година које не може да чита и пише                 | 235      |
| 98  | Становништво од 15 година и више које је неписмено                                               | 6321     |
| 99  | Мушко становништво од 15 година и више које је неписмено                                         | 2832     |
| 100 | Женско становништво од 15 година и више које је неписмено                                        | 3489     |
| 101 | Становништво старо 15 и више година без школовања                                                | 6234     |
| 102 | Мушко становништво старо 15 и више година без школовања                                          | 3003     |
| 103 | Женско становништво старо 15 и више година без школовања                                         | 3231     |
| 104 | Становништво старосног доба 15 и више година са непотпуним основним образовањем                  | 11995    |
| 105 | Мушко становништво старосног доба од 15 година и више са непотпуном основним образовањем         | 5699     |
| 106 | Женско становништво старосног доба 15 и више година са непотпуном основним образовањем           | 6296     |
| 107 | Становништво старо 15 и више година са комплетним основним образовањем                           | 11475    |
| 108 | Мушко становништво старо 15 година и више са комплетним основним образовањем                     | 5328     |
| 109 | Женско становништво старо 15 и више година са комплетним основним образовањем                    | 6147     |
| 110 | Становништво старосног доба 15 и више година са непотпуним средњим образовањем                   | 3388     |
| 111 | Мушко становништво старосног доба од 15 година и више са непотпуним средњим образовањем          | 1794     |
| 112 | Женско становништво старосног доба од 15 година и више са непотпуним средњим образовањем         | 1594     |
| 113 | Становништво старо 15 и више година са пуним секундарном образовањем                             | 9674     |
| 114 | Мушко становништво старосног доба од 15 година и више са пуним секундарном образовањем           | 4395     |
| 115 | Женско становништво старосног доба од 15 година и више са пуним секундарном образовањем          | 5279     |
| 116 | Становништво старије од 18 година са постосновним образовањем                                    | 9124     |
| 117 | Мушко становништво старије од 18 година са постосновним образовањем                              | 4027     |
| 118 | Женско становништво старије од 18 година са постосновним образовањем                             | 5097     |
| 119 | Просечна оцена школовања                                                                         | 6.62     |
| 120 | Просечан ниво образовања мушке популације                                                        | 6.5      |
| 121 | Просечан ниво образовања женског становништва                                                    | 6.71     |
| 122 | Економски активно становништво                                                                   | 27698    |
| 123 | Економски активна мушка популација                                                               | 20682    |
| 124 | Економски активна женска популација                                                              | 7016     |
| 125 | Становништво које није економски активно                                                         | 31207    |
| 126 | Мушко становништво које није економски активно                                                   | 6803     |
| 127 | Женско становништво које није економски активно                                                  | 24404    |
| 128 | Запослено становништво                                                                           | 25846    |
| 129 | Запослено мушко становништво                                                                     | 19028    |
| 130 | Запослено женско становништво                                                                    | 6818     |
| 131 | Незапослена популација                                                                           | 1852     |
| 132 | Незапослена мушка популација                                                                     | 1654     |
| 133 | Незапослена женска популација                                                                    | 198      |
| 134 | Становништво без права на здравствене услуге                                                     | 35858    |
| 135 | Становништво које има право на здравствене услуге                                                | 44128    |
| 136 | Становништво које има право на ИМСС                                                              | 6521     |
| 137 | Становништво које има право на социјално осигурање                                               | 3099     |
| 138 | Становништво које има право на државно социјално осигурање                                       | 237      |
| 139 | Становништво које има право на опште осигурање или здравствено осигурање за нову генерацију      | 32967    |
| 140 | Становништво које је било једном или није било у браку током 12 година и више                    | 22341    |
| 141 | Венчано или уједињено становништво од 12 година и више                                           | 32575    |
| 142 | Становништво које је било у браку или уједињено 12 година и више                                 | 4260     |
| 143 | Становништво са католичком религијом                                                             | 77589    |
| 144 | Протестанти, еванђелисти и библијски следбеници различити од еванђелиста                         | 1497     |
| 145 | Становништво са другим религијама различитим од претходних                                       | 27       |
| 146 | Становништво без религије                                                                        | 581      |
| 147 | Укупно пописаних домаћинства                                                                     | 18758    |
| 148 | Пописна домаћинства на челу са мушкарцима                                                        | 14366    |
| 149 | Пописна домаћинства на челу са женама                                                            | 4392     |
| 150 | Становништво у пописним домаћинствима                                                            | 80061    |
| 151 | Становништво у пописним домаћинствима на челу са мушкарцима                                      | 64185    |
| 152 | Становништво у пописним домаћинствима на челу са женама                                          | 15876    |
| 153 | Укупно домаћинстава                                                                              | 24438    |
| 154 | Укупно насељених домаћинстава                                                                    | 18780    |
| 155 | Укупно приватних кућа                                                                            | 24416    |
| 156 | Насељени приватни домови                                                                         | 18758    |
| 157 | Укупно насељених приватних кућа                                                                  | 18777    |
| 158 | Ненасељене приватне куће                                                                         | 3892     |
| 159 | Појединачна домаћинства за привремену употребу                                                   | 1766     |
| 160 | Становници у насељеним приватним кућама                                                          | 80061    |
| 161 | Насељеност станара у приватним становима                                                         | 4.27     |
| 162 | Просечно становника по соби у приватним насељеним домаћинствима                                  | 1.2      |
| 163 | Појединачна домаћинства са подовима од различитих материјала од земље                            | 16882    |
| 164 | Појединачна домаћинства у приземљу                                                               | 1810     |
| 165 | Појединачна домаћинства са једном спаваћом собом                                                 | 6379     |
| 166 | Појединачна домаћинства са две спаваће собе и више                                               | 12319    |
| 167 | Појединачна домаћинства са једним собом                                                          | 816      |
| 168 | Појединачна домаћинства са две собе                                                              | 3335     |
| 169 | Појединачна домаћинства са 3 собе и више                                                         | 14518    |
| 170 | Појединачна домаћинства која имају електрично светло                                             | 18173    |
| 171 | Појединачна домаћинства која немају електрично светло                                            | 514      |
| 172 | Појединачна домаћинства која имају водоводну воду у стамбеном простору                           | 16078    |
| 173 | Појединачна домаћинства која немају водоводну воду у стамбеном простору                          | 2593     |
| 174 | Појединачна домаћинства која имају тоалет                                                        | 16669    |
| 175 | Појединачна домаћинства која имају канализацију                                                  | 15898    |
| 176 | Појединачна домаћинства која немају канализацију                                                 | 2739     |
| 177 | Појединачна домаћинства која имају електрично светло, довод воде из јавне мреже и канализацију   | 14122    |
| 178 | Појединачна домаћинства без икаквих услова                                                       | 517      |
| 179 | Појединачна домаћинства која имају радио                                                         | 13765    |
| 180 | Појединачна домаћинства која имају телевизор                                                     | 17279    |
| 181 | Појединачна домаћинства која имају фрижидер                                                      | 14526    |
| 182 | Појединачна домаћинства која имају машину за веш                                                 | 9327     |
| 183 | Појединачна домаћинства која имају аутомобил или комби                                           | 7315     |
| 184 | Појединачна домаћинства која имају рачунар                                                       | 2062     |
| 185 | Појединачна домаћинства која имају фиксну телефонску линију                                      | 4863     |
| 186 | Појединачна домаћинства која имају мобилни телефон                                               | 9022     |
| 187 | Појединачна домаћинства која имају приступ интернету                                             | 984      |